# Carlos Rossi
Carlos Alberto Rossi (Córdoba, 6 de diciembre de 1949) es un abogado y político argentino, que se desempeñó como senador nacional por la provincia de Córdoba entre 2003 y 2009.

## Biografía
Nació en 1949 en la ciudad de Córdoba, creciendo en el Barrio Colón. Asistió al Colegio Santo Tomás de Aquino de su ciudad natal y jugó para el Club Atlético Talleres siendo guardameta en el equipo de reserva. Estudió en la Facultad de Derecho de la Universidad Nacional de Córdoba, obteniendo los títulos de abogado, escribano y procurador.
En 1967, a los 18 años, comenzó a trabajar en la municipalidad de la ciudad de Córdoba como inspector de seguridad alimentaria. En 1975 regresó al municipio como abogado en la dirección de sumarios. De 1984 a 1989 fue jefe del registro civil de la ciudad. En 1991 fue nombrado subsecretario general de la municipalidad y en 1994 se convirtió en secretario de Participación y Desarrollo Público, desempeñando el cargo hasta 1998. También presidió el comité de emergencia de la ciudad entre 1991 y 1998.
En 1998 renunció a sus cargos públicos para ingresar a la política. Se presentó como candidato por la Unión Vecinal para intendente municipal de Córdoba en 1999 y fue elegido concejal ese mismo año, ocupando una banca hasta 2003. En el Concejo Deliberante de la Ciudad presidió el bloque de Unión Vecinal.
En las elecciones legislativas de 2003, fue elegido senador nacional por la provincia de Córdoba por la Alianza Frente Nuevo, integrada por el Partido Nuevo y otras fuerzas locales. Fue vocal en las comisiones de Seguridad Interior y Narcotráfico; Trabajo y Previsión Social; Educación, Cultura, Ciencia y Tecnología; Justicia y Asuntos Penales; y de Legislación General.
En 2008 votó en contra del proyecto de Ley de Retenciones y Creación del Fondo de Redistribución Social, y al año siguiente también se opuso de la Ley de Servicios de Comunicación Audiovisual. Su mandato en el Senado concluyó en diciembre de 2009.
En las elecciones provinciales de 2011, fue candidato a diputado suplente en la lista del Frente Cívico de Córdoba.